# Petros Mavromichalis
Petros Mavromichalis (in greco Πέτρος Μαυρομιχάλης), e noto anche come Petrobey (Πετρόμπεης), (6 agosto 1765 – Atene, 17 gennaio 1848) è stato un politico greco, capo dei manioti durante la prima metà del XIX secolo.

## Biografia
Nacque da Pierros Mavromichalis e Katerina Koutsogrigoraki, figlia di un medico. 

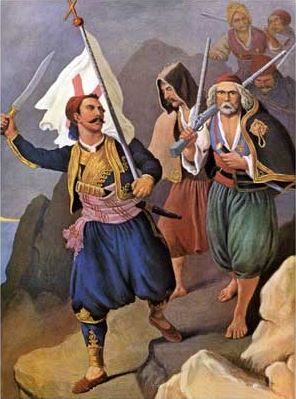
Petros Mavromichalis, di Peter von Hess.

La famiglia Mavromichalis aveva una lunga storia di rivolte contro l'Impero ottomano. Suo nonno Georgakis Mavromichalis e suo padre Pierros Mavromichalis furono fra i capi della rivolta Orlov. La rivolta venne seguita da un periodo di lotte intestine fra i capi della penisola di Mani. Presto, il giovane Petros si guadagnò una forte reputazione per la sua abilità nel mediare le dispute e riunire le famiglie in guerra. A causa del fallimento di diverse insurrezioni contro i turchi, era riuscito ad aiutare molti clefti e altri ribelli a sfuggire al controllo facendoli riparare presso i francesi che controllavano le isole Ionie. Ciò gli diede un utile contatto con un potenziale alleato. Durante questo periodo realizzò probabilmente un'alleanza con Napoleone Bonaparte, che stava combattendo in Egitto. Napoleone aveva allora l'obiettivo di colpire l'Impero Ottomano, in coordinamento con la rivolta greca. Il fallimento di Napoleone in Egitto, fece fallire comunque il suo piano.

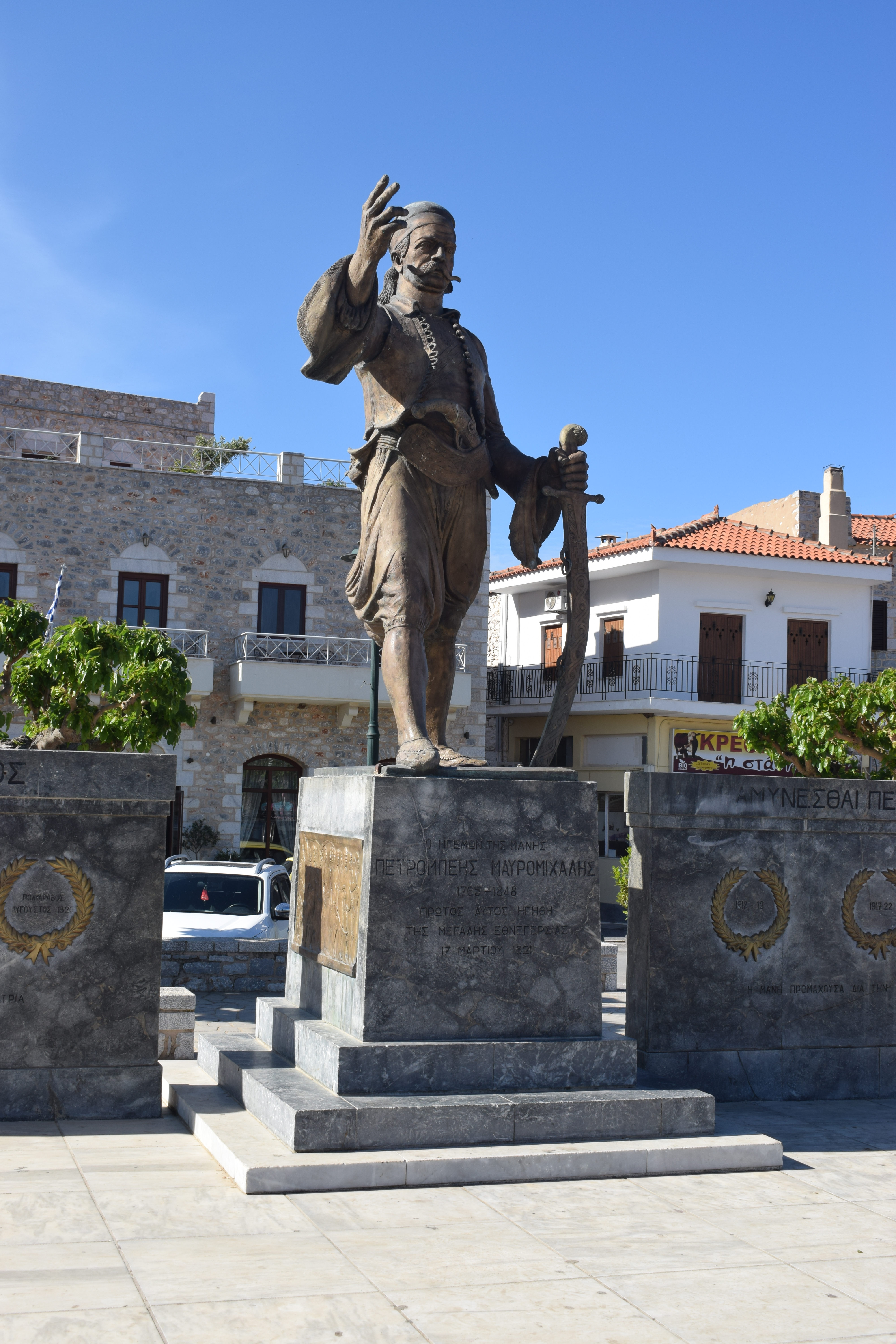
Monumento a Petros Mavromichalis ad Areopoli.

Dal 1814, la riunificazione dei manioti divenne di nuovo una minaccia per gli ottomani e il Sultano offrì una serie di concessioni a Mavromichalis, tra cui il suo essere chiamato Bey di Mani - in effetti formalizzando de facto lo stato di autonomia che la regione aveva mantenuto per anni. Sotto la guida di Petrobey, come venne chiamato, lo stato e la famiglia maniota Mavromichalis, in particolare, erano abbastanza potenti per controllare le zone del Peloponneso meridionale, contro i predoni albanesi, per conto del sultano. Eppure, Petrobey fu un partecipante attivo nei disegni dei capi moreani nel progettare una rivolta.
Nel 1818 divenne uno dei membri della Filikí Etería e nel 1819 strinse un patto formale fra le maggiori famiglie kapetanaioi. Il 17 marzo 1821, Petrobey innalzò il vessillo di guerra ad Areopoli dando il segnale dell'inizio della guerra d'indipendenza greca. Le sue truppe entrarono a Calamata e presero la città il 23 marzo.
Dopo l'estate del 1822, Petrobey al ritorno dalla guerra, lasciò il comando delle truppe ai suoi figli (due dei quali erano morti in battaglia). Continuò la sua opera di mediatore quando si accesero delle dispute fra i kapetanaioi e divenne il capo del Senato messeno un consiglio di preminenti capi rivoluzionari. Provò anche a chiedere un sostegno da parte dell'Occidente con l'invio di una serie di lettere ai leader filoellenici in Europa e negli Stati Uniti. 
Dopo la rivoluzione, Petrobey divenne un membro del Senato greco sotto la presidenza di Giovanni Capodistria. I due uomini giunsero però presto ad uno scontro in seguito all'insistenza di Kapodistrias sulla creazione di un'amministrazione centralizzata regionale, sulla base di nomine politiche, che sostituisse il tradizionale sistema di autorità familiare. Il fratello di Petros, Tzanis, condusse una rivolta contro il governatore nominato di Laconia; a quel punto i due fratelli vennero invitati ad incontrare Kapodistrias e negoziare una soluzione, ma quando si presentarono vennero arrestati. Dalla sua cella della prigione Petros cercò di negoziare un accordo con Kapodistrias, il quale rifiutò decisamente l'invito. La crisi venne poi risolta con mezzi più tradizionali; il fratello di Petros, Konstantinos e suo figlio Georgios assassinarono Kapodistrias il 9 ottobre 1831. Petros pubblicamente disapprovò l'omicidio. A Kapodistrias succedette il re Ottone I di Grecia, il cui atteggiamento verso i kapetanaioi fu molto più amichevole. Petros divenne vicepresidente del Consiglio di Stato e successivamente senatore. Morì ad Atene il 17 gennaio 1848 e fu sepolto con i massimi onori.